# Abraham Jacobi
Abraham Jacobi (Hille, 6 maggio 1830 – Bolton, 10 luglio 1919) è stato un medico tedesco. Pioniere della pediatria negli Stati Uniti d'America, fondò la prima clinica pediatrica statunitense della storia.

## Biografia

### Giovinezza
Nacque a Hille, comune della Westfalia, in una famiglia povera, da un calzolaio di origine ebraica e da sua moglie. Frequentò il ginnasio a Minden. Terminate le scuole superiori, studiò medicina nelle università di Gottinga, di Greifswald e di Bonn, conseguendo la laurea a Bonn nel 1851. Poco dopo Jacobi aderì al fermento rivoluzionario del 1848 in Germania. Imprigionato e detenuto prima a Berlino e poi a Colonia, venne poi accusato di tradimento e detenuto prima a Minden e poi a Bielefeld, fino alla scarcerazione, avvenuta nell'estate del 1853. Dopo il rilascio, Jacobi raggiunse via mare il Regno Unito, dove venne in contatto sia con Karl Marx, sia con Friedrich Engels. Nell'autunno del 1853 Jacobi giunse a New York dove si stabilì definitivamente, lavorando come medico. Rimasto in contatto con Marx ed Engels, nel 1857 contribuì alla fondazione del New York Communist Club, società cittadina dall'ideologia comunista.

### Carriera accademica e attività in ospedale
La carriera di Jacobi come professore universitario iniziò nel 1861, quando divenne professore ordinario di Malattie dell'Età Pediatrica al New York Medical College, un ateneo privato. Dal 1867 al 1870 insegnò all'Università della Città di New York, dove aveva ottenuto una cattedra al Dipartimento di Medicina. Insegnò poi alla Columbia University dal 1870 al 1902. Al termine di questo periodo, iniziò a lavorare nel Mount Sinai Hospital di Manhattan.
Fu presidente della New York Pathological and Obstetrical Societies e due volte della Società Medica della contea di New York; lavorò come medico nel German Hospital di New York dal 1857, nel Mount Sinai Hospital dal 1860, nell'orfanotrofio per bambini ebrei a New York e nell'ospedale della Randall's Island dal 1868, nel Bellevue Hospital dal 1874. Nel 1882 divenne presidente della New York City Medical Society, e nel 1885 assurse alla presidenza della New York Academy of Medicine. Dal 1868 al 1871 fu collaboratore per l'American Journal of Obstetrics and Diseases of Women and Children.

### Vecchiaia e morte
William Osler, fondatore della scuola di medicina dell'Università Johns Hopkins, disse il 6 maggio 1900, giorno del settantesimo compleanno di Jacobi:
Nel 1918 un incendio divampato nella sua casa di Lake George distrusse la sua autobiografia ed altre opere da lui scritte. Nel 1919 Jacobi morì nella sua residenza estiva di Bolton, all'età di 89 anni. Venne sepolto al cimitero di Green-Wood, nel quartiere newyorkese di Brooklyn.

## Concezioni politiche e sociali
Dal punto di vista civico, Jacobi fu un fermo oppositore del proibizionismo degli alcolici; inoltre chiese una riforma della funzione pubblica atta a ridurre i fenomeni di corruzione e di nepotismo negli organi governativi statunitensi. Durante la prima guerra mondiale osteggiò fortemente il Casato di Hohenzollern.

## Vita privata
La prima moglie di Jacobi, Fanny Meyer Jacobi (morta nel 1851 a soli 18 anni), era la sorella di Sophie Meyer Boas, madre del celebre antropologo Franz Boas; anche Boas aveva frequentato il ginnasio di Minden. Nel 1871 Jacobi si sposò con la sua seconda moglie Mary Putnam, anch'ella medico; la Putnam era stata la prima studentessa donna a frequentare l'Università di Parigi. Jacobi e la Putnam ebbero tre figli: solo una di loro, Marjorie McAneny, raggiunse l'età adulta.

## Opere
Jacobi lavorò alla stesura del Handbuch der Kinderkrankheiten, libro di pediatria pubblicato a Tubinga nel 1877 e scritto principalmente dal pediatra tedesco Carl Jakob Adolf Christian Gerhardt; in quest'opera Jacobi scrisse vari capitoli sulla difterite, sull'accudimento e sulla nutrizione dei bambini e sulla dissenteria infantile. Per il System of Practical Medicine, edito a Filadelfia, scrisse capitoli in merito alla difterite, alla laringite acuta e al rachitismo. Jacobi inoltre pubblicò casi clinici e studi nell'ambito dell'ostetricia, della pediatria e della ginecologia; fu anche autore di svariate pubblicazioni (tra cui una riguardante il sarcoma del rene nel feto e nel bambino) su altre riviste di argomento medico.

### Pubblicazioni principali
- Contributions to Midwifery and Diseases of Women and Children con E. Noeggerath; New York, 1859)
- Dentition and its Derangements (1862)
- The Raising and Education of Abandoned Children in Europe (1870)
- Infant Diet (1874)
- Treatise on Diphtheria (1880)

## Riconoscimenti postumi
A New York è presente un Parco Memoriale dedicato ad Abraham Jacobi e al rivoluzionario di origine tedesca Carl Schurz; molti dei testi scientifici scritti da Jacobi sono conservati alla National Library of Medicine di Bethesda, nel Maryland. Sempre a New York, nel quartiere del Bronx, è stato costruito un ospedale chiamato Jacobi Medical Center in suo onore.